# Napajedla
Napajedla (pronunție în cehă [ˈnapajɛdla]; în germană Napajedl) este o comună și un oraș din regiunea Zlín din Republica Cehă. Are o populație de aproximativ 7.200 de locuitori. Centrul istoric al orașului este bine conservat și este protejat prin lege ca zonă de monument urban.

## Etimologie
Numele orașului este derivat din verbul napojit, care înseamnă „a uda (caii)”. Se referă la un vad, care era folosit de caravanele militare pentru popasuri și odihnă. Cuvântul napajedla are sensul de „găuri de apă”.

## Geografie

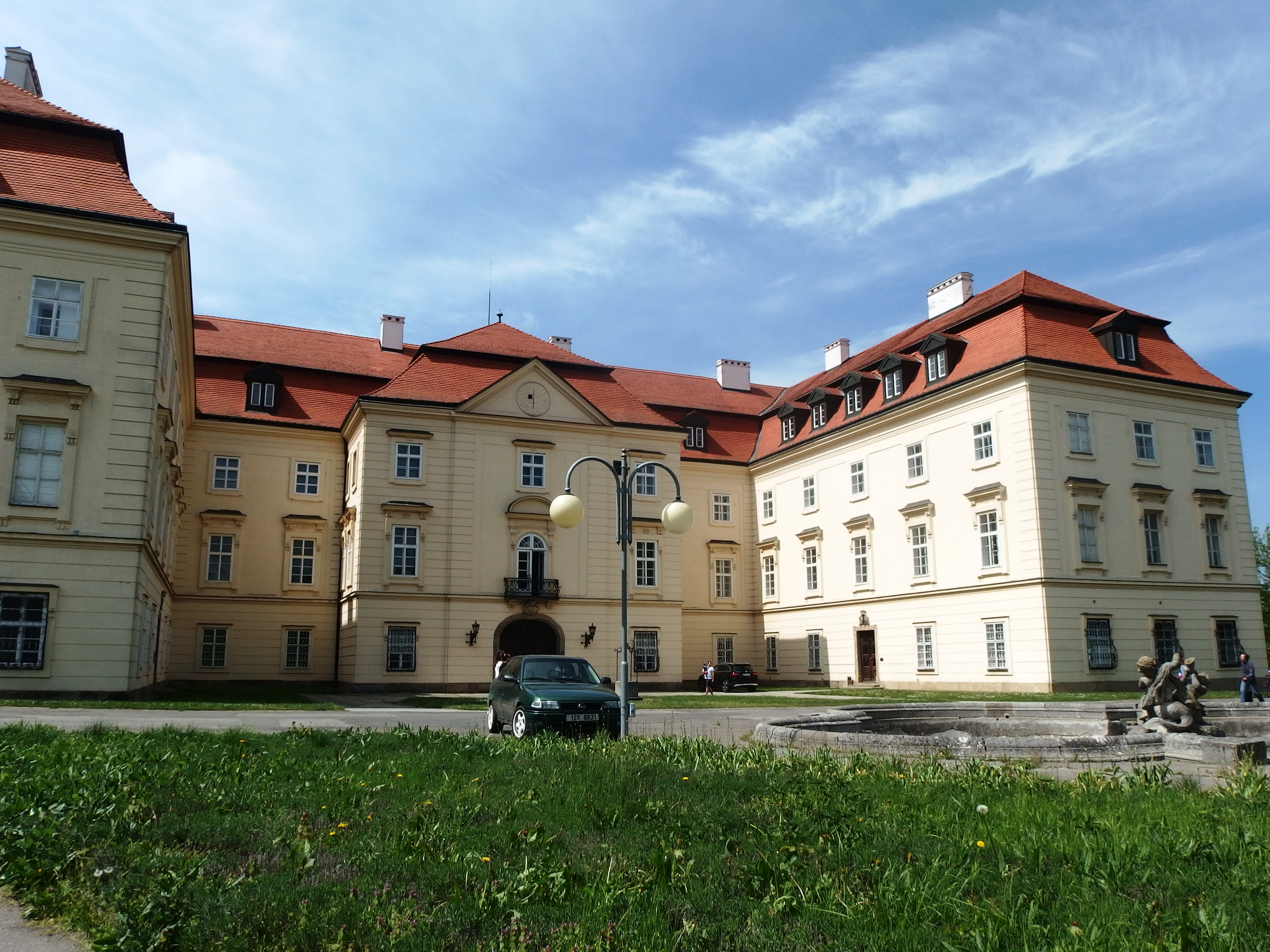
Castelul Napajedla

Napajedla se găsește la aproximativ 7 kilometri (4 mi) sud-vest de Zlín. Formează o conurbație cu orașul vecin (comuna vecină) Otrokovice. Cea mai mare parte a teritoriului comunal se află în Munții Vizovice, dar zona de pe malul drept al Moravei se extinde în lanțul Chřiby. Cel mai înalt punct este dealul Maková la 338 metri (1.109 ft) deasupra nivelului mării. Râul Morava curge prin oraș.

## Istorie
Prima mențiune scrisă despre localitatea Napajedla datează din 1355. În secolul al XIV-lea, așezarea a devenit un oraș-târg (Městys). O perioadă lună de timp, a fost deținut de familia Zierotin⁠(d). Următorul proprietar important a fost familia Rottal⁠(d). În timpul domniei acestora, moșia a crescut semnificativ și a fost construită Biserica Sfântul Bartolomeu.
Moșia Napajedla și-a atins cea mai mare faimă sub stăpânirea domnilor de Stockau. A fost creat un centru balnear cu sulf, cu apă minerală vindecătoare, iar Napajedla a devenit un oraș foarte vizitat. Existența acestor izvoare minerale a fost menționată prima dată în documente din secolul al XVI-lea. Acestea au fost grav avariate când calea ferată a fost construită la mijlocul secolului al XIX-lea și doar un izvor s-a păstrat. Centrul balnear a fost închis la mijlocul secolului al XX-lea.
Napajedla a devenit oraș în 1898.

## Transporturi

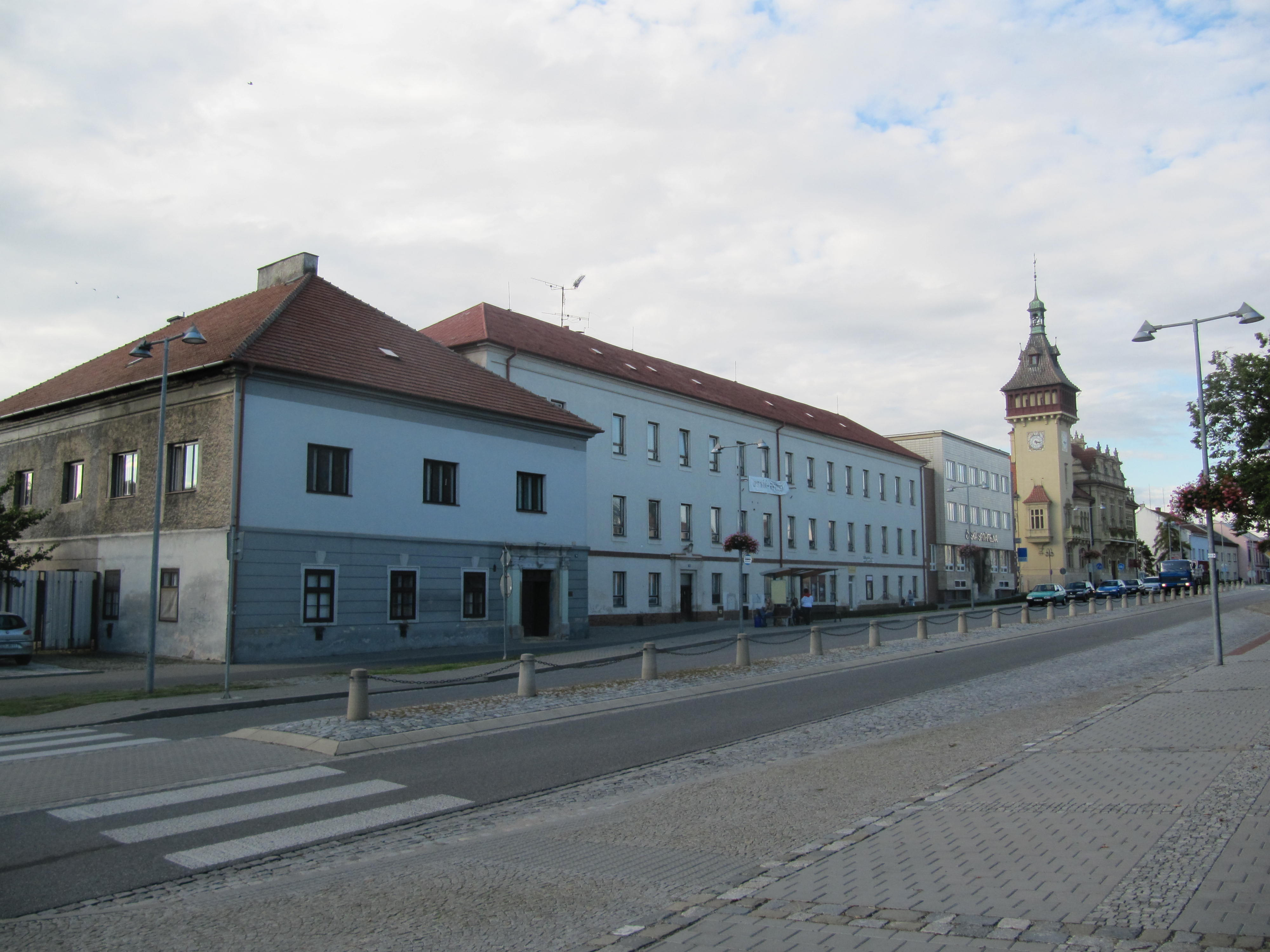
Piața Masarykovo cu o parte din Castelul Vechi

Autostrada D55, care continuă ca drumul I/55, trece pe lângă oraș.

## Cultură

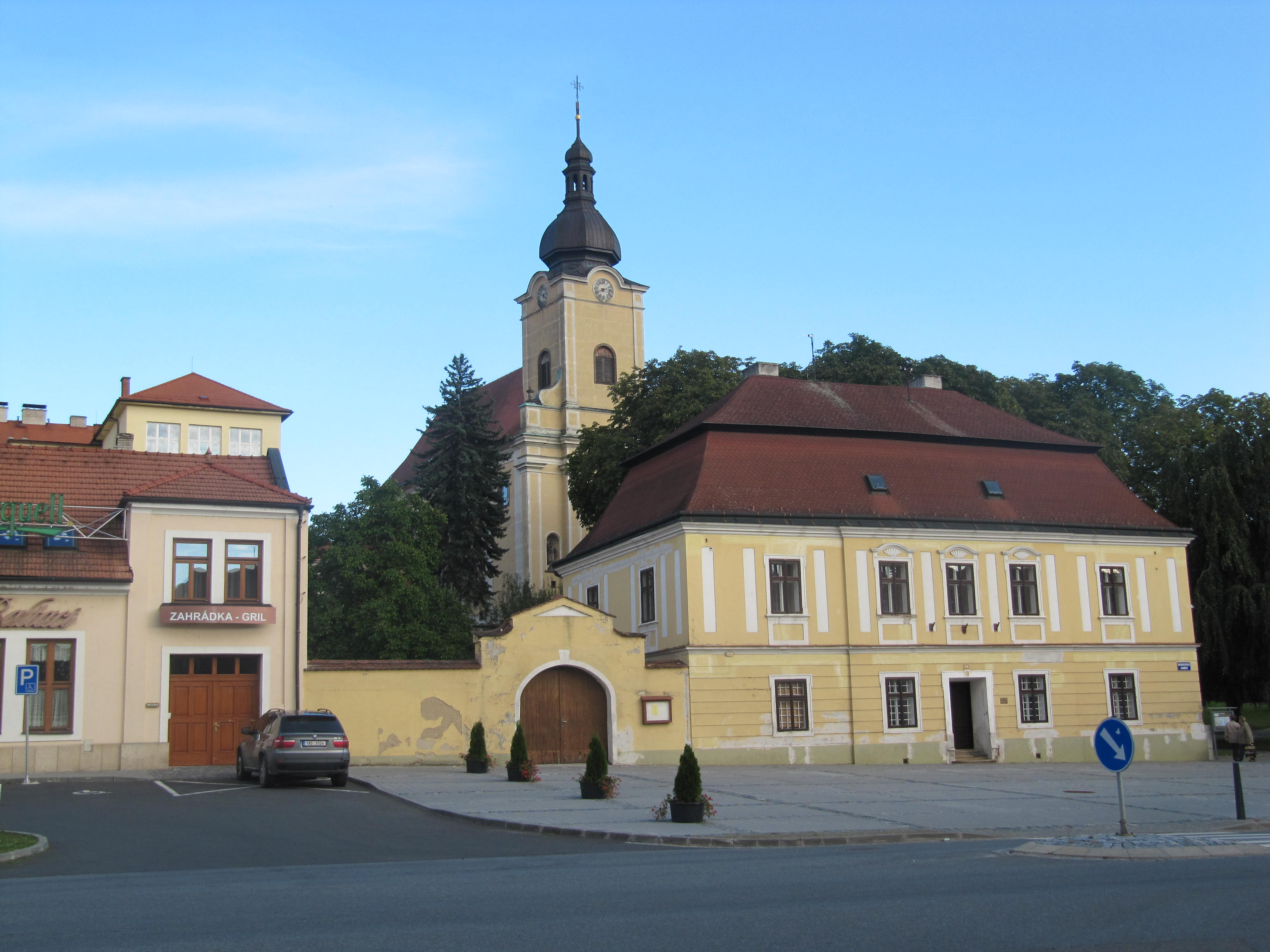
Biserica Sfântul Bartolomeu

Napajedla se află pe frontiera triplă a regiunilor culturale și etnografice Vlahia Moravă, Slovacia Moravă și Haná⁠(d). Orașul găzduiește Moravské chodníčky, o întâlnire anuală a ansamblurilor populare. Ansamblurile folclorice Radovan și Radovánek, cu o istorie îndelungată, îș au sediul în oraș.
Alte evenimente culturale anuale sunt Sărbătorile Sfântului Venceslau și Festivalul de teatru al trupelor de amatori.

## Obiective turistice

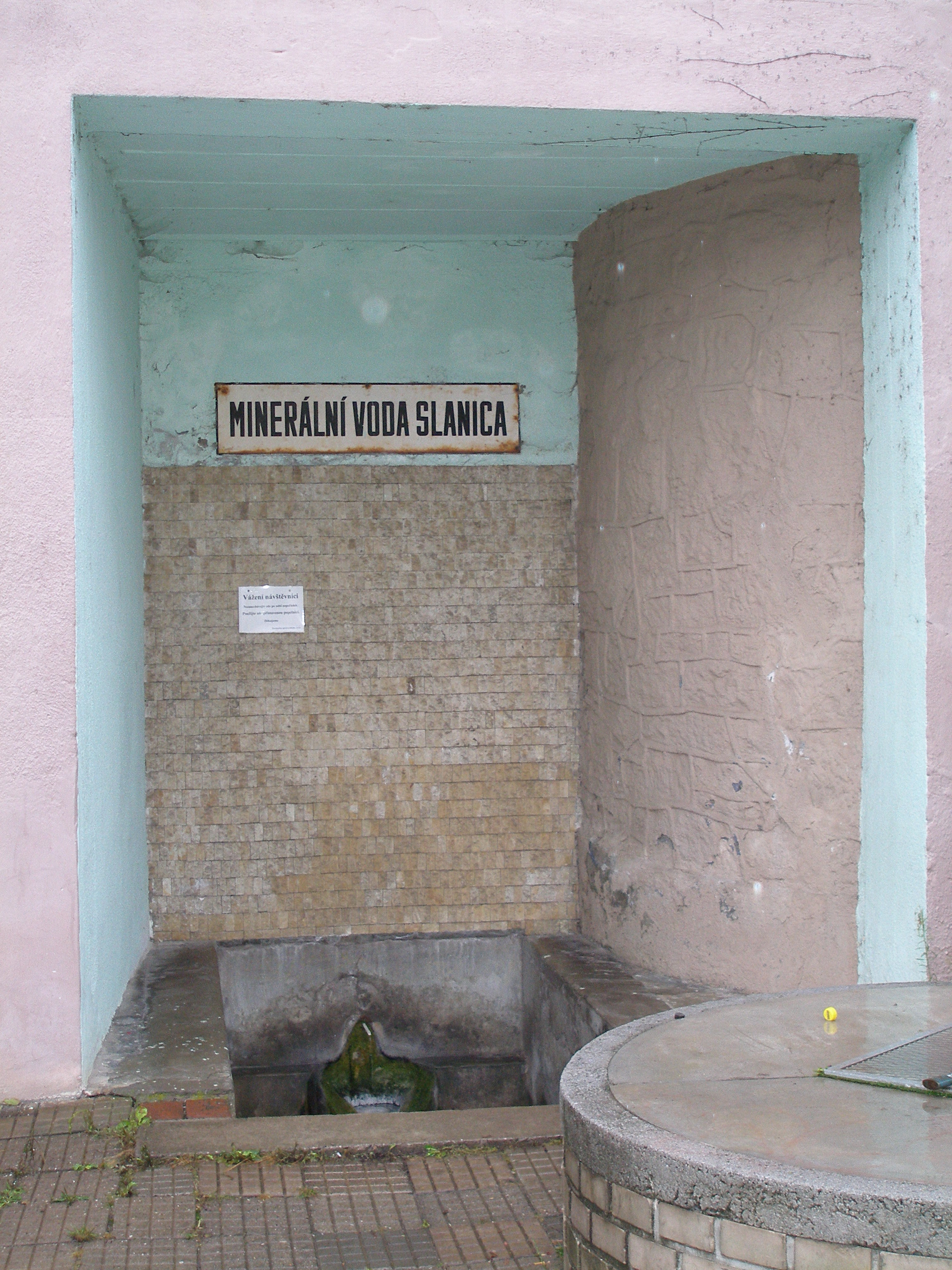
Izvorul de apă minerală Slanica

Primăria pseudo-renascentistă a fost construită în 1898 pentru a sărbători promovarea lui Napajedla ca oraș. A fost decorată de František Uprka⁠(d) și Jano Köhler⁠(d).
Castelul Napajedla a fost construit la mijlocul secolului al XVIII-lea. Este înconjurat de un parc englezesc de 10 hectare. Astăzi funcționează ca hotel.
Castelul Vechi a fost ridicat la mijlocul secolului al XVII-lea. A servit ca reședință aristocratică până la construcția Castelului Napajedla. Astăzi este proprietate privată și folosit, de asemenea, ca hotel.
Un monument important este herghelia, fondată în 1886 de proprietarul de atunci al moșiei Aristide Baltazzi. Într-o zonă mare, pe lângă grajdurile în stil englezesc, se află și padocuri cu cai și așa-numita rotunda, locul de înmormântare al celor mai celebri armăsari. Tradiția de a crește aici cai pursânge englezi a durat până în 2023.
Biserica Sfântul Bartolomeu a fost construită în anii 1710–1712. A înlocuit o biserică mai veche cu o capacitate insuficientă.
În oraș există un izvor de apă minerală denumit Slanica (de la slaný, cu sensul de „sărat”). Este singurul dintre izvoarele originale care s-a păstrat.

## Persoane notabile

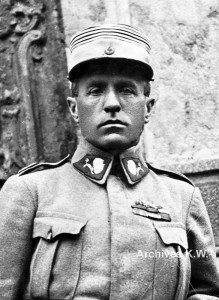
Josef Šnajdárek

- Vincenc Prasek⁠(d) (1843–1912), istoric, lingvist; a locuit aici
- Božena Benešová⁠(d) (1873–1936), poetă și scriitoare; a crescut aici
- Josef Šnejdárek (1875–1945), general de armată
- Leoš Firkušný⁠(d) (1905–1950), muzicolog
- Rudolf Firkušný⁠(d) (1912–1994), pianist
- Josef Bulva⁠(d) (1943–2020), pianist; a studiat aici

## Orașe înfrățite
Napajedla este înfrățit cu:
- Borský Mikuláš, Slovacia
- Kľak, Slovacia
- Ostrý Grúň, Slocakia